# (532026) 2013 EC138
(532026) 2013 EC138 est un objet transneptunien du groupe des objets épars avec un diamètre estimé à environ 258 km.